# Großherzogtum
Ein Großherzogtum ist ein Territorium, das von einem Großherzog regiert wird und von seiner Staatsform her eine Monarchie ist. Der Rang eines Großherzogs existierte in der Nomenklatur des Heiligen Römischen Reiches nicht; der Titel entstand vielmehr in Italien, wo unter Cosimo I. das Herzogtum Toskana durch päpstliches Privileg 1569 zum Großherzogtum Toskana erhoben wurde.
Nach Deutschland wurde der Titel von Napoleon Bonaparte gebracht. Zum einen gründete er 1806 als neuen Staat das Großherzogtum Berg (mit Großherzog Joachim Murat) sowie aus bisher geistlichen Territorien im selben Jahr das Großherzogtum Würzburg und 1810 das Großherzogtum Frankfurt. Zum andern gewährte er den Titel als formelle Standeserhöhung zwei schon bisher regierenden Herrschern, nämlich dem Markgrafen von Baden und dem Landgrafen von Hessen-Darmstadt, deren Gefolgschaft er sich im Rahmen des Rheinbundes besonders zu versichern gedachte.
Nach dem Ende des napoleonischen Rheinbunds 1815 durften die Monarchen von Baden und Hessen-Darmstadt ihre neuen Titel aus Statusgründen behalten. Zusätzlich zu Großherzögen wurden die bisherigen Herzöge von Mecklenburg-Schwerin, Mecklenburg-Strelitz, Oldenburg und Sachsen-Weimar-Eisenach erhoben, und aus ehedem habsburgischem Territorium wurde das vorerst noch mit den Niederlanden in Personalunion regierte Luxemburg neu geschaffen. Das Großherzogtum Berg hingegen wurde 1813 von Truppen des preußischen Königs Friedrich Wilhelm III. besetzt, der aus rheinischen Teilen das Titular-Großherzogtum Niederrhein schuf und es Preußen einverleibte; das Großherzogtum Frankfurt wurde 1813 auf die Freie Stadt Frankfurt, Hessen-Kassel, Bayern und Preußen aufgeteilt, und das Großherzogtum Würzburg fiel 1814 an Bayern.
Ab dem Wiener Kongress 1815 existierten in Europa somit acht Großherzogtümer:
- Baden
- Hessen
- Luxemburg
- Mecklenburg-Schwerin
- Mecklenburg-Strelitz
- Oldenburg
- Sachsen-Weimar-Eisenach (in Unterscheidung zu anderen sächsischen Herzogtümern ab 1903 verkürzt: Großherzogtum Sachsen)
- Toskana

Titulargroßherzogtümer waren sodann die preußischen Provinzen Großherzogtum Niederrhein und Großherzogtum Posen.
Das Großherzogtum Niederrhein existierte bis 1822 (Schaffung der Rheinprovinz), das Großherzogtum Posen bis 1848 (Umwandlung in die Provinz Posen) und das Großherzogtum Toskana bis 1861 (Einverleibung in das Königreich Italien).
Die Großherzogtümer Baden, Hessen, Mecklenburg-Schwerin, Mecklenburg-Strelitz, Oldenburg und Sachsen-Weimar-Eisenach bestanden bis zum Ende des Ersten Weltkriegs 1918. Die ersteren fünf existierten anschließend als Länder mit republikanischer Verfassung weiter, das Letztgenannte wurde in das 1920 neugeschaffene Land Thüringen integriert.
Das Großherzogtum Luxemburg existiert bis heute.